# Роберт Макфол Кемпбелл
Роберт Макфол Кемпбелл (англ. Robert McFaul Campbell, 13 вересня 1956, Белфаст — 15 листопада 2016, Гаддерсфілд) — північноірландський футболіст, що грав на позиції нападника.
Виступав, зокрема, за клуб «Астон Вілла», а також національну збірну Північної Ірландії.

## Клубна кар'єра
Вихованець англійського клубу «Астон Вілла», але у першій команді Кемпбелл закріпитись не зумів, зігравши лише 10 ігор у Другому дивізіоні Англії і другу частину сезону 1974/75 провів в оренді в клубі «Галіфакс Таун» з Третього дивізіону, після чого провів два роки у клубі «Гаддерсфілд Таун» з Четвертого дивізіону.
У 1977 році Кемпбелл приєднався до «Шеффілд Юнайтед» із Другого дивізіону, де провів один сезон, після чого переїхав до канадського «Ванкувера Вайткепс». До кінця сезону 1978 року Кемпбелл забив 9 голів у 13 матчах Північноамериканської футбольної ліги, по завершенні якої повернувся до Англії, де знову став гравцем «Гаддерсфілда» з Четвертого Дивізіону. 
На початку 1979 року він повернувся до «Галіфакс Тауна», також виступаючи у Четвертому дивізіоні, а влітку ж року перебрався до австралійського «Брисбен Сіті», де забив 10 голів у 20 іграх Національної футбольної ліги. 
У грудні 1979 року він приєднався до «Бредфорд Сіті», де з невеликою перервою на гру за «Дербі Каунті» виступав до 1986 року і зіграв понад 300 матчів за клуб в усіх турнірах і з 143 голами став найкращим бомбардиром клубу в історії. За цей час команда спочатку вийшла до Третього дивізіону у 1982 році, а потім і виграла цей турнір у сезоні 1984/85. Втім вихід до Другого дивізіону затьмарила фінальна гра сезону проти «Лінкольн Сіті», в якій зіграв і Кемпбелл. Остання гра вже не мала турнірного значення,  але вболівальники масово прийшли на домашню арену «Веллі Перейд» привітати своїх футболістів з одним із найуспішніших сезонів за останні десятиліття, перевищивши допустиму місткість стадіону. Під час гри на дерев'яній трибуні сталася пожежа, яка призвела до давки та загибелі 56 глядачів.
Завершив ігрову кар'єру у команді «Віган Атлетік», за яку виступав протягом 1986—1988 років.

## Виступи за збірну
У 1975 році Кемпбелл був викликаний до молодіжної збірної Північної Ірландії на Юнацький чемпіонат Європи у Швейцарії, але був відправлений додому разом із товаришем по команді Берті Макмінном, потрапивши в автокатастрофу. Ірландська футбольна асоціація згодом заборонила обом гравцям представляти країну на всіх рівнях. 
Після кількох спроб скасувати рішення, включаючи петицію фанатів, заборона врешті-решт була знята в 1981 році і Кемпбелл дебютував у складі національної збірної Північної Ірландії 28 квітня 1982 року в матчі Домашнього чемпіонату Великої Британії проти Шотландії (1:1), а наступного місяця провів у цьому ж турнірі свій другий і останній матч а збірну проти Уельсу (0:3).
Влітку того ж року у складі збірної був учасником чемпіонату світу 1982 року в Іспанії, але на поле не виходив.

## Подальше життя
Після завершення футбольної кар'єри в 1988 році Кемпбелл став працювати стюардом у чоловічому клубі в Гаддерсфілді, де працював до 2013 року, коли він був звільнений після того, як його та його дружину звинуватили у шахрайстві. Згодом звинувачення було знято після передачі справи до суду.
15 листопада 2016 року Кемпбелла знайшли повішеним у своєму гаражі в Гаддерсфілді.

## Статистика
| Клуб              | Сезон   | Чемпіонат          | Чемпіонат | Чемпіонат | Кубок Англії | Кубок Англії | Кубок ліги | Кубок ліги | Інше | Інше  | Всього | Всього |
| Клуб              | Сезон   | Дивізіон           | Ігор      | Голів     | Ігор         | Голів        | Ігор       | Голів      | Ігор | Голів | Ігор   | Голів  |
| ----------------- | ------- | ------------------ | --------- | --------- | ------------ | ------------ | ---------- | ---------- | ---- | ----- | ------ | ------ |
| Астон Вілла       | 1973–74 | Другий дивізіон    | 3         | 1         | 0            | 0            | 0          | 0          | 0    | 0     | 3      | 1      |
| Астон Вілла       | 1974–75 | Другий дивізіон    | 7         | 0         | 0            | 0            | 2          | 0          | 0    | 0     | 9      | 0      |
| Астон Вілла       | Всього  | Всього             | 10        | 1         | 0            | 0            | 2          | 0          | 0    | 0     | 12     | 1      |
| Галіфакс Таун     | 1974–75 | Третій дивізіон    | 15        | 0         | 0            | 0            | 0          | 0          | 0    | 0     | 15     | 0      |
| Гаддерсфілд Таун  | 1975–76 | Четвертий дивізіон | 11        | 1         | 0            | 0            | 3          | 1          | 0    | 0     | 14     | 2      |
| Гаддерсфілд Таун  | 1976–77 | Четвертий дивізіон | 20        | 8         | 0            | 0            | 0          | 0          | 0    | 0     | 20     | 8      |
| Гаддерсфілд Таун  | Всього  | Всього             | 31        | 9         | 0            | 0            | 3          | 1          | 0    | 0     | 34     | 10     |
| Шеффілд Юнайтед   | 1977–78 | Другий дивізіон    | 37        | 11        | 0            | 0            | 1          | 0          | 4    | 3     | 42     | 14     |
| Ванкувер Вайткепс | 1978    | НАСЛ               | 13        | 9         | 0            | 0            | 0          | 0          | 0    | 0     | 13     | 9      |
| Гаддерсфілд Таун  | 1978–79 | Четвертий дивізіон | 7         | 3         | 0            | 0            | 0          | 0          | 0    | 0     | 7      | 3      |
| «Галіфакс Таун»   | 1978–79 | Четвертий дивізіон | 22        | 3         | 1            | 0            | 0          | 0          | 0    | 0     | 23     | 3      |
| «Брисбен Сіті»    | 1979    | НФЛ                | 20        | 10        | 0            | 0            | 0          | 0          | 0    | 0     | 20     | 10     |
| Бредфорд Сіті     | 1979–80 | Четвертий дивізіон | 21        | 8         | 0            | 0            | 0          | 0          | 0    | 0     | 21     | 8      |
| Бредфорд Сіті     | 1980–81 | Четвертий дивізіон | 42        | 19        | 1            | 0            | 4          | 3          | 0    | 0     | 47     | 22     |
| Бредфорд Сіті     | 1981–82 | Четвертий дивізіон | 45        | 24        | 1            | 0            | 6          | 3          | 4    | 2     | 56     | 29     |
| Бредфорд Сіті     | 1982–83 | Третій дивізіон    | 40        | 25        | 4            | 2            | 5          | 3          | 4    | 3     | 53     | 33     |
| Бредфорд Сіті     | Всього  | Всього             | 148       | 76        | 6            | 2            | 15         | 9          | 8    | 5     | 177    | 92     |
| Дербі Каунті      | 1983–84 | Другий дивізіон    | 11        | 4         | 0            | 0            | 1          | 0          | 0    | 0     | 12     | 4      |
| Бредфорд Сіті     | 1983–84 | Третій дивізіон    | 32        | 9         | 1            | 0            | 0          | 0          | 2    | 1     | 35     | 10     |
| Бредфорд Сіті     | 1984–85 | Третій дивізіон    | 46        | 23        | 3            | 3            | 4          | 0          | 0    | 0     | 53     | 26     |
| Бредфорд Сіті     | 1985–86 | Другий дивізіон    | 41        | 10        | 2            | 0            | 4          | 2          | 0    | 0     | 47     | 12     |
| Бредфорд Сіті     | 1986–87 | Другий дивізіон    | 7         | 3         | 0            | 0            | 1          | 0          | 0    | 0     | 8      | 3      |
| Бредфорд Сіті     | Всього  | Всього             | 126       | 45        | 6            | 3            | 9          | 2          | 2    | 1     | 143    | 51     |
| Віган Атлетік     | 1986–87 | Третій дивізіон    | 35        | 16        | 5            | 4            | 0          | 0          | 5    | 0     | 45     | 20     |
| Віган Атлетік     | 1987–88 | Третій дивізіон    | 34        | 11        | 2            | 1            | 4          | 4          | 2    | 0     | 42     | 16     |
| Віган Атлетік     | Всього  | Всього             | 69        | 27        | 7            | 5            | 4          | 4          | 7    | 0     | 87     | 36     |
| Загалом           | Загалом | Загалом            | 509       | 198       | 20           | 10           | 35         | 16         | 21   | 9     | 585    | 233    |

1. ↑  Англо-шотландський кубок
2. 1 2  Football League Group Cup
3. 1 2  Трофей Футбольної ліги
4. ↑  Трофей Футбольної ліги (3 гри) і плей-оф Третього дивізіону (2 гри)